# Walter Carey
Pour les articles homonymes, voir Carey.
 (novembre 2019).
Walter Carey (également orthographié 'Cary') (17 octobre 1685 - 27 avril 1757) est un administrateur et homme politique britannique qui siège à la Chambre des communes pendant 35 ans de 1722 à 1757. 

## Biographie
Il est le fils aîné de Walter Carey d’Everton, Bedfordshire et de son épouse Annabella Halford, fille de Sir William Halford. Il s'inscrit au New College d'Oxford le 14 décembre 1704, à l'âge de 18 ans, obtient un BA en 1708 et une maîtrise le 15 septembre 1730 . Il succède à son père en 1714. 
Il est greffier extraordinaire du Conseil privé de 1717 à 1729 et greffier du Conseil privé ordinaire de 1729 à sa mort. Il est arpenteur général du prince de Galles (1723-1725), gardien de la Monnaie (1725-1727) et Lord du commerce (1727-1730) . 
Il est député au Parlement de Grande-Bretagne pour Helston de 1722 à 1727 et pour Dartmouth de 1727 à 1757. Il est également député au Parlement d'Irlande pour Clogher de 1731 à 1757  et Secrétaire en chef pour l'Irlande de Lionel Cranfield Sackville, Lord Lieutenant d'Irlande de 1730 à 1737 . 
En 1727, il est élu membre de la Royal Society . Il est greffier du drap vert de 1738 à sa mort. 
Il est décédé en 1757. Il s'est marié deux fois: d'une part, à Elizabeth, fille d'Anthony Stuart, député de Londres, et veuve de John Jeffreys, député, et d'autre part à Elizabeth, fille d'Anthony Collins de Baddow Hall, Essex. Il n'a pas d'enfants. 